# Том Геглі
Том Геглі (норв. Tom Høgli, нар. 24 лютого 1984, Гарстад) — норвезький футболіст, що грав на позиції захисника.
Виступав, зокрема, за клуб «Тромсе», а також національну збірну Норвегії.
Чемпіон Данії. 

## Клубна кар'єра
У дорослому футболі дебютував 2003 року виступами за команду клубу «Буде-Глімт», в якій провів чотири сезони, взявши участь у 30 матчах чемпіонату. 
Своєю грою за цю команду привернув увагу представників тренерського штабу клубу «Тромсе», до складу якого приєднався 2007 року. Відіграв за команду з Тромсе наступні чотири з половиною сезони своєї ігрової кар'єри. Більшість часу, проведеного у складі «Тромсе», був основним гравцем захисту команди.
Влітку 2011 року уклав контракт з бельгійським клубом «Брюгге», у складі якого провів наступні три роки своєї кар'єри гравця.  Граючи у складі «Брюгге» також здебільшого виходив на поле в основному складі команди.
До складу клубу «Копенгаген» приєднався влітку 2014 року, провів у клубі 3 роки
Завершив ігрову кар'єру у команді «Тромсе», у складі якої вже виступав раніше. Повернувся до неї 2018 року, захищав її кольори до припинення виступів на професійному рівні у 2018..

## Виступи за збірні
Протягом 2005–2006 років залучався до складу молодіжної збірної Норвегії. На молодіжному рівні зіграв у 10 офіційних матчах.
2008 року дебютував в офіційних матчах у складі національної збірної Норвегії. 
Загалом протягом кар'єри у національній команді, яка тривала 8 років, провів у її формі 49 матчів, забивши 2 голи.
| Дата       | Місто           | Господарі         | Результат | Гості              | Турнір            | Голи | Примітки |
| ---------- | --------------- | ----------------- | --------- | ------------------ | ----------------- | ---- | -------- |
| 20/08/2008 | Осло            | Норвегія          | 1 – 1     | Ірландія           | товариський матч  | -    |          |
| 06/09/2008 | Осло            | Норвегія          | 2 – 2     | Ісландія           | Відбір до ЧС 2010 | -    |          |
| 19/11/2008 | Дніпропетровськ | Україна           | 1 – 0     | Норвегія           | товариський матч  | -    |          |
| 11/02/2009 | Дюссельдорф     | Німеччина         | 0 – 1     | Норвегія           | товариський матч  | -    |          |
| 28/03/2009 | Рустенбург      | ПАР               | 2 – 1     | Норвегія           | товариський матч  | -    |          |
| 12/08/2009 | Осло            | Норвегія          | 4 – 0     | Шотландія          | Відбір до ЧС 2010 | -    |          |
| 05/09/2009 | Рейк'явік       | Ісландія          | 1 – 1     | Норвегія           | Відбір до ЧС 2010 | -    |          |
| 10/10/2009 | Осло            | Норвегія          | 1 – 0     | ПАР                | товариський матч  | -    |          |
| 14/11/2009 | Женева          | Швейцарія         | 0 – 1     | Норвегія           | товариський матч  | -    |          |
| 03/03/2010 | Жиліна          | Словаччина        | 0 – 1     | Норвегія           | товариський матч  | -    |          |
| 29/05/2010 | Осло            | Норвегія          | 2 – 1     | Чорногорія         | товариський матч  | -    |          |
| 02/06/2010 | Осло            | Норвегія          | 0 – 1     | Україна            | товариський матч  | -    |          |
| 11/08/2010 | Осло            | Норвегія          | 2 – 1     | Франція            | товариський матч  | -    |          |
| 03/09/2010 | Рейк'явік       | Ісландія          | 1 – 2     | Норвегія           | Відбір до ЧЄ 2012 | -    |          |
| 07/09/2010 | Осло            | Норвегія          | 1 – 0     | Португалія         | Відбір до ЧЄ 2012 | -    |          |
| 08/10/2010 | Ларнака         | Кіпр              | 1 – 2     | Норвегія           | Відбір до ЧЄ 2012 | -    |          |
| 17/11/2010 | Дублін          | Ірландія          | 1 – 1     | Норвегія           | товариський матч  | -    |          |
| 05/06/2011 | Лісабон         | Португалія        | 1 – 0     | Норвегія           | Відбір до ЧЄ 2012 | -    |          |
| 07/06/2011 | Осло            | Норвегія          | 1 – 0     | Литва              | товариський матч  | -    |          |
| 10/08/2011 | Осло            | Норвегія          | 3 – 0     | Чехія              | товариський матч  | -    |          |
| 02/09/2011 | Осло            | Норвегія          | 1 – 0     | Ісландія           | Відбір до ЧЄ 2012 | -    |          |
| 06/09/2011 | Копенгаген      | Данія             | 2 – 0     | Норвегія           | Відбір до ЧЄ 2012 | -    |          |
| 11/10/2011 | Осло            | Норвегія          | 3 – 1     | Кіпр               | Відбір до ЧЄ 2012 | 1    |          |
| 29/02/2012 | Белфаст         | Північна Ірландія | 0 – 3     | Норвегія           | товариський матч  | -    |          |
| 02/06/2012 | Осло            | Норвегія          | 0 – 1     | Англія             | товариський матч  | -    |          |
| 15/08/2012 | Осло            | Норвегія          | 2 – 3     | Греція             | товариський матч  | -    |          |
| 14/11/2012 | Будапешт        | Угорщина          | 0 – 2     | Норвегія           | товариський матч  | -    |          |
| 07/02/2013 | Севілья         | Україна           | 2 – 0     | Норвегія           | товариський матч  | -    |          |
| 22/03/2013 | Осло            | Норвегія          | 0 – 1     | Албанія            | Відбір до ЧС 2014 | -    |          |
| 07/06/2013 | Тирана          | Албанія           | 1 – 1     | Норвегія           | Відбір до ЧС 2014 | 1    |          |
| 11/06/2013 | Осло            | Норвегія          | 2 – 0     | Північна Македонія | товариський матч  | -    |          |
| 14/08/2013 | Стокгольм       | Швеція            | 4 – 2     | Норвегія           | товариський матч  | -    |          |
| 06/09/2013 | Осло            | Норвегія          | 2 – 0     | Кіпр               | Відбір до ЧС 2014 | -    |          |
| 10/09/2013 | Осло            | Норвегія          | 0 – 2     | Швейцарія          | Відбір до ЧС 2014 | -    |          |
| 11/10/2013 | Марибор         | Словенія          | 3 – 0     | Норвегія           | Відбір до ЧС 2014 | -    |          |
| 15/10/2013 | Осло            | Норвегія          | 1 – 1     | Ісландія           | Відбір до ЧС 2014 | -    |          |
| 15/11/2013 | Гернінг         | Данія             | 2 – 1     | Норвегія           | товариський матч  | -    |          |
| 19/11/2013 | Молде           | Норвегія          | 0 – 1     | Шотландія          | товариський матч  | -    |          |
| 05/03/2014 | Прага           | Чехія             | 2 – 2     | Норвегія           | товариський матч  | -    |          |
| 27/05/2014 | Сен-Дені        | Франція           | 4 – 0     | Норвегія           | товариський матч  | -    |          |
| 31/05/2014 | Осло            | Норвегія          | 1 – 1     | Росія              | товариський матч  | -    |          |
| 12/11/2014 | Осло            | Норвегія          | 0 – 1     | Естонія            | товариський матч  | -    |          |
| 16/11/2014 | Баку            | Азербайджан       | 0 – 1     | Норвегія           | Відбір до ЧЄ 2016 | -    |          |
| 28/3/2015  | Загреб          | Хорватія          | 5 – 1     | Норвегія           | Відбір до ЧЄ 2016 | -    |          |
| 8/6/2015   | Осло            | Норвегія          | 0 – 0     | Швеція             | товариський матч  | -    |          |
| 12/6/2015  | Осло            | Норвегія          | 0 – 0     | Азербайджан        | Відбір до ЧЄ 2016 | -    |          |
| 3/9/2015   | Софія (місто)   | Болгарія          | 0 – 1     | Норвегія           | Відбір до ЧЄ 2016 | -    | кап.     |
| 6/9/2015   | Осло            | Норвегія          | 2 – 0     | Хорватія           | Відбір до ЧЄ 2016 | -    |          |
| 12/11/2015 | Осло            | Норвегія          | 0 – 1     | Угорщина           | Відбір до ЧЄ 2016 | -    |          |
| Усього     |                 | Матчів            | 49        |                    | Голів             | 2    |          |

## Титули
- Чемпіон Данії (2):

«Копенгаген»: 2016, 2017
- Володар Кубка Данії (3):

«Копенгаген»: 2015, 2016, 2017